# Collema subundulatum
Collema subundulatum är en lavart som beskrevs av Gunnar Bror Fritiof Degelius.
Collema subundulatum ingår i släktet Collema och familjen Collemataceae. Inga underarter finns listade i Catalogue of Life.